# Евалд Хекер
Евалд Хекер (на немски: Ewald Hecker) е немски психиатър, важна фигура в ранните години на модерната психиатрия. Известен е с изследването си със своя ментор – психиатъра Карл Калбаум.

## Научна дейност
В началото 70-те на 19 век Калбаум и Хекер извършват серия от изследвания на млади психотици в клиниката на Калбаум в Горлиц, Прусия. Заедно те правят клинични анализи на душевно болни и подреждат техните разстройства в специфични, описателни категории. По това време Хекер разработва концепциите за хебефренията и циклотимията. Той описва хебефренията като разстройство, което започва в юношеството с променливо поведение, последвано от бързо влошаване на умствените функции и циклотимията, като циклично разстройство на настроението.
Пионерното изследване на Калбаум и Хекер предполага наличието на повече от едно отделно психиатрично разстройство, което контрастира с концепцията за „унитарната психоза“, която съдържа всички психиатрични симптоми, които се появяват при отделното душевно разстройство.
Хекер има прогресивни идеи относно лечение на душевноболните и е проводник за установяване на човешка среда за болните пациенти. През 1891 година закупува частна психиатрия във Висбаден.